# Leopold, Australien
Leopold är en del av en befolkad plats i Australien. Den ligger i kommunen Greater Geelong och delstaten Victoria, omkring 60 kilometer sydväst om delstatshuvudstaden Melbourne.
Runt Leopold är det ganska tätbefolkat, med 96 invånare per kvadratkilometer.. Närmaste större samhälle är Geelong, omkring 11 kilometer nordväst om Leopold. 
Trakten runt Leopold består till största delen av jordbruksmark. Genomsnittlig årsnederbörd är 939 millimeter. Den regnigaste månaden är juni, med i genomsnitt 128 mm nederbörd, och den torraste är januari, med 44 mm nederbörd.